# The Kukang Movie: Příběh o outloních a lidech
The Kukang Movie: Příběh o outloních a lidech je časosběrný dokumentární snímek, který shrnuje aktivity, úspěchy i neúspěchy Záchranného programu Kukang.
Film se věnuje období tří let 2019–2021, částečně tedy i době, kdy byl svět zasažen pandemií koronaviru covid-19. Hlavními postavami jsou ochranáři – spoluzakladatelé programu Kukang – Lucie Čižmářová (Zoo Olomouc) a František Příbrský (Zoo Ostrava) působící v Indonésii. Snímek ukazuje každodenní život na Sumatře, krásy tamní přírody i ohrožení, s nimiž se musí potýkat. Zachyceno je kruté zacházení se zvířaty i byrokratické potíže.
Délka filmu je 60 minut. Režie se ujal Ondřej Smékal. Námět: Ondřej Smékal a Vít Kanyza.
V roce 2023 proběhly tři předpremiéry filmu:
- 8. 9., Minikino Ostrava
- 26. 9., Studánka poznání CCBC
- 17. 10. v rámci festivalu populárně-vědeckých snímků na ČZU Prague Science Film Fest 2023.[4][5]

Film slavil úspěchy na filmových festivalech v Indii či v Estonsku. V plánu je jeho vysílání v České televizi.

## Ocenění

### Vítězství
- Indie: Tamizhagam International Film Festival (vítězství v kategoriích nejlepší celovečerní film o přírodě/životním prostředí a nejlepší plakát)
- Indie: Indian Independent Film Festival (vítězství v kategorii Nejlepší film o přírodě/životním prostředí/divokých zvířatech)
- Indie: Crown Wood International Film Festival (vítězství v kategorii Film o životním prostředí)
- Turecko: Anatolian Film Awards (vítězství v kategorii Best Nature Feature Film)[8]
- Spojené království: MegaFlix Movie Awards (Nejlepší film o vědě a přírodě)
- Indie: Kookai International Film Festival (Nejlepší film o divokých zvířatech)
- Indie: Beyond Border International Film Festival (Film o přírodě/životním prostředí/divokých zvířatech)
- Indie: Caravan International Film Festival (Film o přírodě/životním prostředí/divokých zvířatech)
- Indie: Indie Cine Tube Awards (Nejlepší projekt o přírodě/životním prostředí/divokých zvířatech)[9]

### Nominace
- Česko: Blacksphere festival (nominace v kategorii Celovečerní dokumentární film)
- Indonésie: 4th Dimension Independent Film Festival (nominace v kategorii Nejlepší dokumentární film)
- Řecko: Athens International Monthly Art Film Festival (čestné uznání – TOP 3 v kategorii Best Documentary)
- Filipíny: The SEA International Film Festival (nominace v kategorii Nejlepší celovečerní dokumentární film)[8]
- Estonsko: Matsalu Nature Film Festival (nominace v kategorii Člověk a příroda)
- Kanada: International Motion Picture Awards (nominace v hlavní kategorii Nejlepší film o přírodě a divokých zvířatech)
- Indie: Blue Bird Film Festival (nominace v kategorii Film o přírodě/životním prostředí/divokých zvířatech)
- Spojené arabské emiráty: Indo Dubai International Film Festival (nominace v kategorii Film o přírodě/životním prostředí/divokých zvířatech)
- Slovensko: Ekotopfilm (nominace v kategorii Objev přírodu – příroda a přírodní vědy)[9]
- Itálie: Cinema Carnival (nominace v kategorii Nejlepší Eko Film)

## Hlavní partneři a koproducenti
- Zoo Ostrava
- Zoo Olomouc
- Slezská univerzita[3]